# Arrondissement Douai
Arrondissement Douai is een arrondissement van het Franse Noorderdepartement in de regio Hauts-de-France. De onderprefectuur is Douai.

## Kantons
Het arrondissement is samengesteld uit de volgende kantons:
- Kanton Aniche
- Kanton Douai
- Kanton Sin-le-Noble
- Kanton Orchies

Tot de reorganisatie van de kantonale indeling in Frankrijk van 2014-15 was het arrondissement samengesteld uit de volgende kantons:
- Kanton Arleux
- Kanton Douai-Nord
- Kanton Douai-Nord-Est
- Kanton Douai-Sud
- Kanton Douai-Sud-Ouest
- Kanton Marchiennes
- Kanton Orchies